# 포크

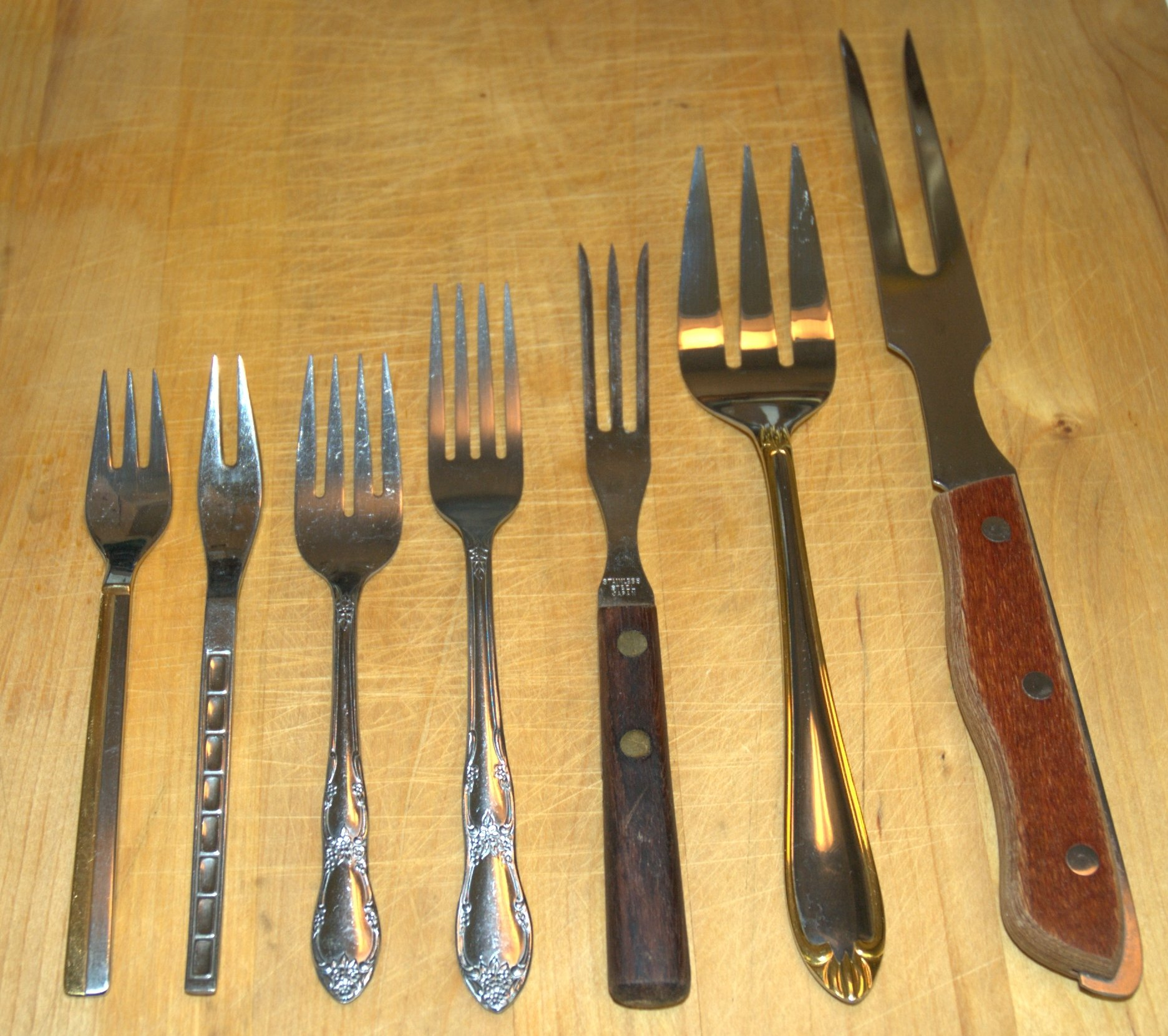
여러 가지 포크의 모습.

포크(fork)는 음식을 집어 먹을 때 사용하는 식기이다. 주로 서양에서 많이 사용되며, 동양에는 이와 비슷한 것으로 젓가락이 있다.
유럽인들은 오랫동안 나이프를 사용해 식사를 하였는데, 중세 말부터 포크를 사용하기 시작했다. 포크는 베네치아에서 처음 도입되어 나중에 유럽 전체로 전파되었다.

## 같이 보기
- 스포크(spork)